# Andethele tarma
Andethele tarma is een spinnensoort uit de familie Dipluridae. De soort komt voor in Peru.